# Triandría
Triandría är en del av en befolkad plats i Grekland.   Den ligger i prefekturen Nomós Thessaloníkis och regionen Mellersta Makedonien, i den norra delen av landet, 300 km norr om huvudstaden Aten. Triandría ligger 71 meter över havet och antalet invånare är 11 082.
Terrängen runt Triandría är kuperad åt nordost, men åt sydväst är den platt. Havet är nära Triandría åt sydväst. Runt Triandría är det ganska tätbefolkat, med 185 invånare per kvadratkilometer. Närmaste större samhälle är Thessaloníki, 5,0 km nordväst om Triandría. == Kommentarer ==
1. ↑  Översättning av "section of populated place", en benämning som GeoNames använder för stadsdelar och liknande.
2. ↑  Framräknat ur variansen i alla höjduppgifter (DEM 3") från Viewfinder Panoramas, inom 10 km radie.[2] Mer om algoritmen finns här: Användare:Lsjbot/Algoritmer.